# Санђинето (Козенца)
Санђинето (итал. Sangineto) је насеље у Италији у округу Козенца, региону Калабрија.
Према процени из 2011. у насељу је живело 500 становника. Насеље се налази на надморској висини од 280 м.

## Становништво
Према резултатима пописа становништва 2011. у општини је живело 1.337 становника.
| 1931. | 1936. | 1951. | 1961. | 1971. | 1981. | 1991. | 2001. | 2011. |
| ----- | ----- | ----- | ----- | ----- | ----- | ----- | ----- | ----- |
| 1.656 | 1.778 | 2.239 | 1.949 | 1.464 | 1.513 | 1.526 | 1.410 | 1.337 |